# Allen Jones
Allen Jones (Southampton, 1 september 1937) is een Brits kunstschilder en beeldhouwer die eind jaren 60 internationaal bekend werd met beelden van vrouwen en fetisjmeubilair in de stijl van de popart.

## Leven en werk
Jones studeerde van 1955 tot 1959 schilderen en lithografie aan het Hornsey College of Art. Hij reisde door Frankrijk en vervolgde zijn studie met een lerarenopleiding aan de Royal College of Art in Londen, die hij overigens afrondde aan het Hornsey College of Art. Onder zijn medestudenten aldaar waren David Hockney en R.B. Kitaj. 
Van 1960 tot 1963 gaf hij les aan het Croydon College of Art. Dat jaar had hij zijn eerste solotentoonstelling bij galerie Arthur Tooth and Sons in Londen en won de Prix des Jeunes Artistes op de Biënnale van Parijs. In het midden van de jaren zestig woonde hij in het Hotel Chelsea in New York en bereisde verschillende staten met zijn vriend Peter Phillips. Terug in Londen woonde hij in de wijk Chelsea rond King's Road. In 1964 en in 1968 nam hij deel aan de documenta in Kassel.
In 1969 produceerde hij een serie hyperrealistische beelden van schaars geklede vrouwen als meubels. De vrouwen zijn gekleed in zwart leer en latex, compleet met naaldhaklaarzen en lakhandschoenen. Jones wilde dat zijn beelden een sterke 'aanwezigheid' zouden hebben en zich duidelijk zouden onderscheiden van het alledaagse objet trouvé uit het surrealisme. Hij plaatste daartoe zijn figuren houdingen uit de bondage en de 'fornifilie' (menselijk meubilair); in dienstbare, onderdanige en gefixeerde houdingen staan, knielen en liggen de modellen als onderdeel van hoedenstand, tafel en stoel. Deze beelden op het snijvlak van beeldhouwkunst en meubeldesign werden in 1970 voor het eerst tentoongesteld in de Tooth gallery in Londen en maakten de kunstenaar binnen korte tijd tot een 'icoon' van de popart.
Hij was in de jaren 70 gastdocent aan de Hochschule für Bildende Kunst in Hamburg, gaf gastcolleges aan de Universiteit van Californië en in Alberta (Canada) en in de jaren 80 ook in Berlijn. In 1986 werd hij geëerd met lidmaatschap van de Royal Academy. In 2012 was een overzichtstentoonstelling van zijn werk te zien in Kunsthalle Tübingen. Hij woont en werkt in Londen, hij is gescheiden en heeft twee dochters; een tweeling.

## Werkbeschrijving
Jones tekent, maakt litho's en schildert in aquarel en in olieverf. Hij schilderde aanvankelijk in de stijl van het fauvisme en was gefascineerd door het werk van Henri Matisse en Robert Delaunay.
Hij bestudeerde Nietzsche, Freud en Jung en begon man-vrouwparen te schilderen. Hij concentreerde zich ten slotte in New York geheel op de vrouwelijke figuur. Het was de tijd van de minirok, die iedere week korter werd. Zijn vriend David Hockney wees hem op de verwantschap van zijn tekeningen met bdsm-cartoons. Hij bekeek catalogi van fetisjkleding en de grafische zwart-witcontrasten herinnerden hem aan expressionistische houtsnedes.
De figuren in zijn schilderijen werden steeds volumineuzer en kregen hardere randen. Hij begon shaped canvasses te maken door het uitsnijden van figuren uit stevig papier dat hij boog om staande constructies te verkrijgen. Sommige van zijn monumentale beelden worden uitgevoerd in plaatstaal, andere ontwerpen laat hij door professionele modelleurs uitwerken in was en in klei, waarna zij door technici worden overgezet in glasvezelversterkte kunststof.

## Reacties
Jones wordt om zijn werk zowel bewonderd als verguisd. Zijn beelden werden met name in de jaren 70 door feministen gezien als een treffende illustratie van de uitbuiting van vrouwelijk schoon in de massamedia en de reductie van de vrouw tot louter seksobject. Zijn tentoonstelling in het ICA in Londen in 1978 stuitte op heftige tegenstand in de pers en werd bestookt met rook- en stinkbommen. Jones verweerde zich onder andere door te stellen dat een kunstenaar niet automatisch billijkt hetgeen hij afbeeldt. Hij wilde weliswaar de gevestigde kunstwereld choqueren maar niet de helft van de bevolking in het harnas jagen; uit dezelfde ervaringen die het feminisme voortbrachten becommentarieerde ook hij slechts wat hij om zich heen zag.
In 1969 ontwierp hij decors en kostuums voor de musical Oh Calcutta!' in Londen. 
Rond 1970 werd hij door Stanley Kubrick gevraagd een ontwerp te vervaardigen voor de milkbar in zijn film A Clockwork Orange. Jones weigerde deze klus omdat Kubrick als beloning slechts eervolle naamsvermelding aanbood, waarop de set door anderen werd ingericht in de gewenste stijl. 
In 1976 deed hij het ontwerp voor de film Maîtresse van Barbet Schroeder. Ook ontwierp hij het decor van Männer wir kommen voor de WDR. Hij maakte reizen naar Japan en China en ontwierp een grote muurschildering bij het station in Bazel (Zwitserland).
In 2012 werd een set van zijn baanbrekende meubels, afkomstig uit de collectie van Gunter Sachs, verkocht voor ruim 2.5 miljoen Britse pond aan een anonieme bieder. Een kleurenfoto van Kate Moss in bronskleurig borstschild, Body Armour uit 2013, bracht in het jaar van ontstaan ongeveer 50 duizend pond op.
Musea die werk bezitten zijn onder andere: de Tate Gallery en het British Museum in Londen, het Moderna Museet in Stockholm en het Whitney Museum of American Art in New York. Hij maakte beelden voor de openbare ruimte in onder andere Londen, Heathrow, Los Angeles en Hongkong.

## Tentoonstellingen (selectie)
- 1963 - Arthur Tooth and Sons, Londen
- 1963 - documenta, Kassel
- 1965 - Richard Feigen Gallery, Chicago, Los Angeles, New York
- 1967 - Arthur Tooth and Sons, Londen - voorts: Hamburg, Keulen
- 1968 - documenta Kassel, neemt deel met: Perfect Match
- 1970 - Arthur Tooth and Sons, Londen - voorts: Berlijn, Keulen, Milaan, Rome, New York
- 1975 - Scottish Arts Council, Fruitmarket, Edinburgh, Schotland
- 1977 - Art Galleries, Universiteit van Californië, Los Angeles
- 1978 - Institute of Contemporary Arts, Londen
- 1979 - Liverpool, Londen, Sunderland, Baden-Baden, Bielefeld: Retrospectief 1959-78
- 1991 - Royal Academy Londen, Museum Ludwig Keulen, voorts: Madrid, Montreal: Pop Art
- 1993 - Barbican Art Gallery, Londen: The Sixties Art Scene in London
- 1995 - Centre Georges Pompidou, Parijs: Fémininmasculin
- 1995 - Boomans Museum, Celle
- 1996 - Hauger Vestfold Kunstmuseum, Tønsberg
- 1997 - Museum Kampa, Praag
- 1998 - Marino alla Scala Art Center, Fondazione Trussardi, Milaan
- 1999 - Museum of Modern Art, New York: Pop Impressions Europe/USA, Skulpturen-Garten der Stadt Wien, Wenen
- 2001 - Centre Georges Pompidou, Parijs, Les années Pop. voorts: Houston, München
- 2002 - Royal Academy, Londen, voorts: Bologne, Orvieto, Halle/Saale, Den Haag Sculptuur
- 2012 - Kunsthalle Tübingen, Tübingen, Off the Wall - Die Retrospektive zum 75.

- Auckland Art Gallery Toi o Tāmaki: 1801
- Art Gallery of South Australia: 9680
- Bibliothèque nationale de France: cb14034215w (data)
- Gemeinsame Normdatei: 118712942
- International Standard Name Identifier: 0000 0001 0880 2495
- Library of Congress Control Number: n80025836
- National Gallery of Victoria: 23922
- Nationale Bibliotheek van Tsjechië: jn20000720119
- Nationale Bibliotheek van Israël: 987007451800105171
- Nederlandse Thesaurus van Auteursnamen: 070594422
- PIC: 18467
- RKD-Nederlands Instituut voor Kunstgeschiedenis: 42520
- SNAC: w6jd653m
- Système universitaire de documentation: 059051620
- Museum of New Zealand Te Papa Tongarewa: 1207
- Union List of Artist Names: 500019636
- Virtual International Authority File: 24801660
- WorldCat: E39PBJqk9MYcqKmDYWVHjtKjmd